# Nekla
Nekla là một thị trấn thuộc huyện Wrzesiński, tỉnh Wielkopolskie ở trung-tây Ba Lan. Thị trấn có diện tích 20 km². Đến ngày 1 tháng 1 năm 2011, dân số của thị trấn là 3398 người và mật độ 172 người/km².